# Front Range (трубопровід для ЗВГ)
Front Range (трубопровід для ЗВГ) — трубопровід, котрий транспортує зріджені вуглеводневі гази з Колорадо до Техасу.
Стрімке нарощування видобутку зріджених вуглеводневих газів внаслідок «сланцевої революції» у США вимагало створення нових засобів для їх вивозу. Зокрема, для транспортування ЗВГ із округу Велд у басейні Денвер-Юлесбург (штат Колорадо) до Техасу спорудили трубопровід Front Range. Його власниками у рівних долях є компанії DCP Midstream Partners, Anadarko Petroleum та Enterprise Products Partners, при цьому остання виконує функцію оператора. Трубопровід завершується у техаському Скеллітауні, де може передавати доправлену суміш ЗВГ до:
- трубопроводу Texas Express, котрий прямує до узбережжя Мексиканської затоки;
- бідирекціонального трубопроводу Конвей-Соуз, котрий сполучений з канзаським та техаським ЗВГ-хабами.
Довжина трубопроводу, виконаного в діаметрі 400 мм, становить 447 миль. На момент введення в експлуатацію у 2014 році його потужність становила 150 тисяч барелів ЗВГ на добу, при цьому в 2018-му власники оголосили про наміри збільшити її до 250 тисяч барелів шляхом встановлення додаткових насосних станцій.